# Jan Hanlo Essayprijs
De Jan Hanlo Essayprijs is een tweejaarlijkse literatuurprijs voor essayisten die in 1999 werd ingesteld ter ere van de dichter en schrijver Jan Hanlo. De prijsuitreiking vindt plaats in De Balie te Amsterdam.

## Geschiedenis
In 1999, na de dertigste sterfdag van Jan Hanlo, werd de prijs voor het eerst uitgereikt. Het initiatief voor deze nieuwe literaire prijs kwam van Hans Renders, biograaf van Jan Hanlo, en Barbara Hanlo, achternicht van de schrijver en voorzitter van de stichting die de belangen van de erven behartigt. De prijs werd gefinancierd uit de royalty's van het werk van Jan Hanlo.
In 2001 werd de Stichting Lira hoofdsponsor en sindsdien uitreiker van twee prijzen:
- Jan Hanlo Essayprijs Klein (1500 euro) eert een niet eerder gepubliceerd essay met publicatie in het literaire tijdschrift Tirade.
- Jan Hanlo Essayprijs Groot (7000 euro plus een trofee ontworpen eerst van sieradenmaker Lucy Sarneel, 2021 door Alma Teer) bekroont een essaybundel die in de voorgaande twee jaar gepubliceerd is.

In 2011 werd Tirade vervangen door De Groene Amsterdammer die mede-organisator werd. Zo kwam er naast de vaste prijzen voor essays en essaybundels ook een media-essayprijs: in 2011 voor het beste strip-essay (schets en synopsis) en in 2013 voor het beste film-essay.

## Winnaars en genomineerden
| Jaar | Categorie | Winnaar en overige genomineerden |
| ---- | --------- | --- |
| 1999 |           | Joke J. Hermsen – Unheimlich mooi. Over (ge)weldadige kunst - Ewout Hoorn – Where Extremes Meet - Peter van Lier – Gedachten onder een Cromwell helm |
| 2001 | Klein     | Pieter Hoexum – Een Laocoon in het Rokin |
| 2001 | Groot     | Tijs Goldschmidt – Oversprongen - Piet Meeuse – Oud nieuws - Matthijs van Boxsel – De encyclopedie van de domheid |
| 2003 | Klein     | Geert Buelens – Imagoprobleem, zei u? |
| 2003 | Groot     | Douwe Draaisma – Waarom het leven sneller gaat als je ouder wordt - Hermann von der Dunk – Mensen, machten, mogelijkheden - Stefan Hertmans – Het putje van Milete |
| 2005 | Klein     | Karel Soudijn – Erfenis van James - Vincent van den Brink – Ideaal strafrecht - Alexander von Schmid – Het denken over goed en kwaad is beter af zonder vrije wil |
| 2005 | Groot     | Rudy Kousbroek – Opgespoorde wonderen - Bart Tromp – Hoe de wereld in elkaar zit - Piet Gerbrandy – Een steeneik op de rotsen |
| 2007 | Klein     | Jan-Hendrik Bakker – Een coyote in de volkstuin - Arjen van Veelen – Twaalfduizend voet boven Dubai |
| 2007 | Groot     | Roel Bentz van den Berg – Zapdansen - Nicole Montagne – De neef van Delvaux - Dirk van Weelden – Straatsofa |
| 2009 | Klein     | Arjen van Veelen – Suum cuique - Tiny Rutten – Waarom het Nederlands de lingua franca van de Europese Unie moet worden - Coco Schrijber – Klink |
| 2009 | Groot     | David Van Reybrouck – Pleidooi voor populisme - Oscar van den Boogaard – Snobisme voor beginners - Wytske Versteeg – Dit is geen dakloze |
| 2011 | Klein     | Mirjam Hommes – Brein - Anouk van Kampen – Smaakvolle televisie - Maria Foerier – Anders kijken |
| 2011 | Groot     | Joke J. Hermsen – Stil de tijd - Pieter Steinz – Duivelskunstenaar - Frank Martinus Arion – Intimiteiten van het schrijven |
| 2011 | Strip     | Jeroen Funke – Spruitjes, bier, leverworst - Margreet de Heer – Om de intimiteit - Tijn Snoodijk - Wouter Gresnigt en Kasper Peters – Ontvangst - Bas Köhler – Tegen lege dozen - Gerrie Hondius – Rook - Jeroen de Leijer – Eefje Wentelteefje & de grèffik noffel - Albo Helm – Exit Light - Milan Hulsing – Stille chaos - Sam Peeters |
| 2013 | Klein     | Daan Stoffelsen – Waarschuwingen, ravijnen en ziekenhuisgebouwen - Ruth Lasters – Alice's valsnelheid - Jan Truijens Martinez en Anouk van Kampen – Alles wat al gezegd is |
| 2013 | Groot     | Marja Pruis – Kus mij, straf mij - Louise Fresco – Hamburgers in het paradijs - Joep Leerssen – Spiegelpaleis Europa - Willem Schinkel – De nieuwe democratie - Peter Venmans – Het derde deel van de ziel |
| 2013 | Film      | Stephane Kaas – To-Do-Lijst - Hee-Sung Choi – A Room of One's Own - Harm van den Berg en Pépé Smit – Composition in Color |
| 2015 | Klein     | Miriam Rasch – Een kleine biologische banaan: fonofilia in 12 scènes - Jeroen Hopster – Attenborough en de aantrekkingskracht: over de liefde als illusie - Benjamin De Mesel – Mark groet 's morgens de smartphone - Coco Schrijber – Gods bandrecorder loopt altijd                                                                     |
| 2015 | Groot     | Arjen van Veelen – En hier een plaatje van een kat - Rutger Bregman – Gratis geld voor iedereen - Bas Heijne – Angst en schoonheid. Louis Couperus, de mystiek der zichtbare dingen - Stephan Sanders – Iets meer dan een seizoen - Joost de Vries – Vechtmemoires                                                                        |
| 2017 | Klein     | André Keikes – De waan van vrede in het park - Deru Schelhaas – Ciorans disclaimer - Coco Schrijber – Catfight |
| 2017 | Groot     | Sana Valiulina – Winterse buien - Jan-Hendrik Bakker – In stilte - Rob van Essen – Kind van de verzorgingsstaat - Kees 't Hart – Het gelukkige schrijven - Merlijn Schoonenboom – De nimf en de bunny |
| 2019 | Klein     | Tom Springveld - De ongewone zoon - Bauke Vermaas - Met andere ogen - Hannah de Vries - Robotliefde |
| 2019 | Groot     | Carolina Trujillo – Meisjes in blessuretijd - Kester Freriks - Stilte, ruimte, duisternis [fragment] - Thomas Heerma van Voss - Plaatsvervangers [fragment] - Jan Postma - Vroege werken [fragment] - Marja Pruis - Genoeg nu over mij [fragment] - Simon(e) van Saarloos - Enz. Het Wildersproces                                        |
| 2021 | Klein     | Münise Yavuz - De flat - Christine Geense - De onzichtbare radio - Bauke Vermaas - Je zou willen schrijven |
| 2021 | Groot     | Sinan Çankaya - Mijn ontelbare identiteiten - Marian Donner - Zelfverwoestingsboek - Sytske Frederika van Koeveringe - Dag nacht licht toch - Miriam Rasch - Frictie - Charlotte Van den Broeck - Waagstukken |
| 2023 | Klein     | Maris van der Meij Voorbij de geweldige jaren tachtig - Elianne Dummer - 'Over het hele woord' - Eline Dhaen - 'Uitkramen' |
| 2023 | Groot     | Jan Postma - Is dit alles? - Roel Bentz van den Berg - De straatwaarde van de ziel - Dilara Bilgiç - De gelabelde - Basje Boer - Pose - Mira Feticu - Liefdesverklaring aan de Nederlandse taal |
| 2025 | Klein     | Hannah Boekestijn - Het jaar waarin ik beroemd wilde worden - Sixtine Bérard - Naar wolken staren en van daaruit de wereld veranderen - Julia de Dreu - Vader en dochter |
| 2025 | Groot     | Wytske Versteeg - Waar - Nikki Dekker - Graafdier - Marian Donner - Rooksignalen - Meredith Greer - Bedenktijd - Eke Krijnen - Een echte ouder |